# 阿伽撒尔基德斯环形山
阿伽撒尔基德斯环形山（Agatharchides）是位于月球正面风暴洋南侧边沿的一座撞击坑，其名称取自古希腊史学家暨天文学家阿伽撒尔基德斯（公元前二世纪），1935年被国际天文学联合会批准接受。

## 描述

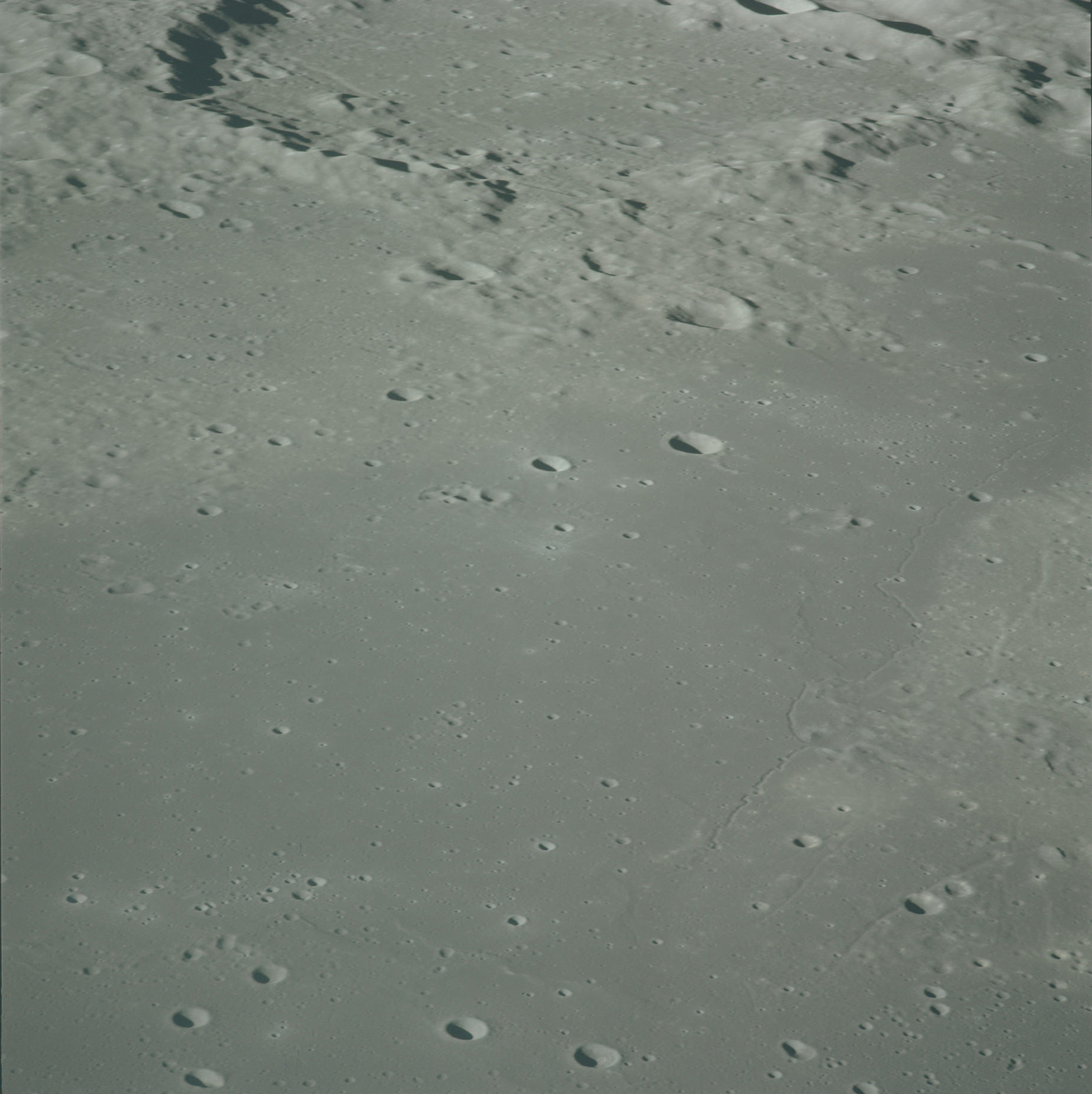
阿波罗16号拍摄的南向斜视图

该陨坑位于湿海和云海之间的高地上，西北偏西坐落了古老的伽桑狄环形山、南面毗邻小陨坑洛威和残迹坑西帕路斯环形山，较小的柯尼希陨石坑和被熔岩覆盖的卢宾聂基陨石坑分别位于它的东南和东北，而它的东面则靠近更大的布利奥环形山。
该陨坑中心月面坐标为19°51′S 31°07′W / 19.85°S 31.11°W，直径51.98公里，深约2.38公里。

阿伽撒尔基德斯环形山的残壁高度变化极大，部分地区与周边齐平，而另一些地区却高达1110米，其中东侧和西南偏西段坑壁保存相对完整，但北侧段几乎完全消失；破损嶙峋的南侧段则穿切着数道正对着西帕路斯环形山的平行峡谷；沿西侧边缘，一道深谷将陨坑西侧坑壁切分成二重，在该侧坑沿上还坐落有一座醒目的小陨坑。该环形山坑壁最大高出周边地形1140米，内部容积约2188.56公里3。坑内地表已被熔岩淹没，表面散布众多的小撞击坑和一些交错的月溪。

## 卫星环形山
按照惯例，在月图上将在靠近阿布·菲达环形山的卫星坑中心放置一字母以示标注，以下是阿伽撒尔基德斯环形山附近的卫星环形山：
| 阿伽撒尔基德斯 | 纬度    | 经度    | 直径    |
| -------------- | ------- | ------- | ------- |
| A              | 23.2° S | 28.4° W | 16 公里 |
| B              | 21.5° S | 31.6° W | 7 公里  |
| C              | 22.0° S | 32.9° W | 12 公里 |
| E              | 20.7° S | 33.0° W | 15 公里 |
| F              | 20.3° S | 31.8° W | 6 公里  |
| G              | 20.1° S | 26.7° W | 6 公里  |
| H              | 20.4° S | 33.9° W | 15 公里 |
| J              | 21.6° S | 32.5° W | 13 公里 |
| K              | 21.0° S | 27.4° W | 11 公里 |
| L              | 21.1° S | 26.7° W | 8 公里  |
| N              | 21.1° S | 29.6° W | 22 公里 |
| O              | 19.2° S | 26.6° W | 5 公里  |
| P              | 20.2° S | 28.7° W | 66 公里 |
| R              | 18.3° S | 30.7° W | 5 公里  |
| S              | 17.7° S | 30.5° W | 3 公里  |
| T              | 18.2° S | 27.7° W | 5 公里  |

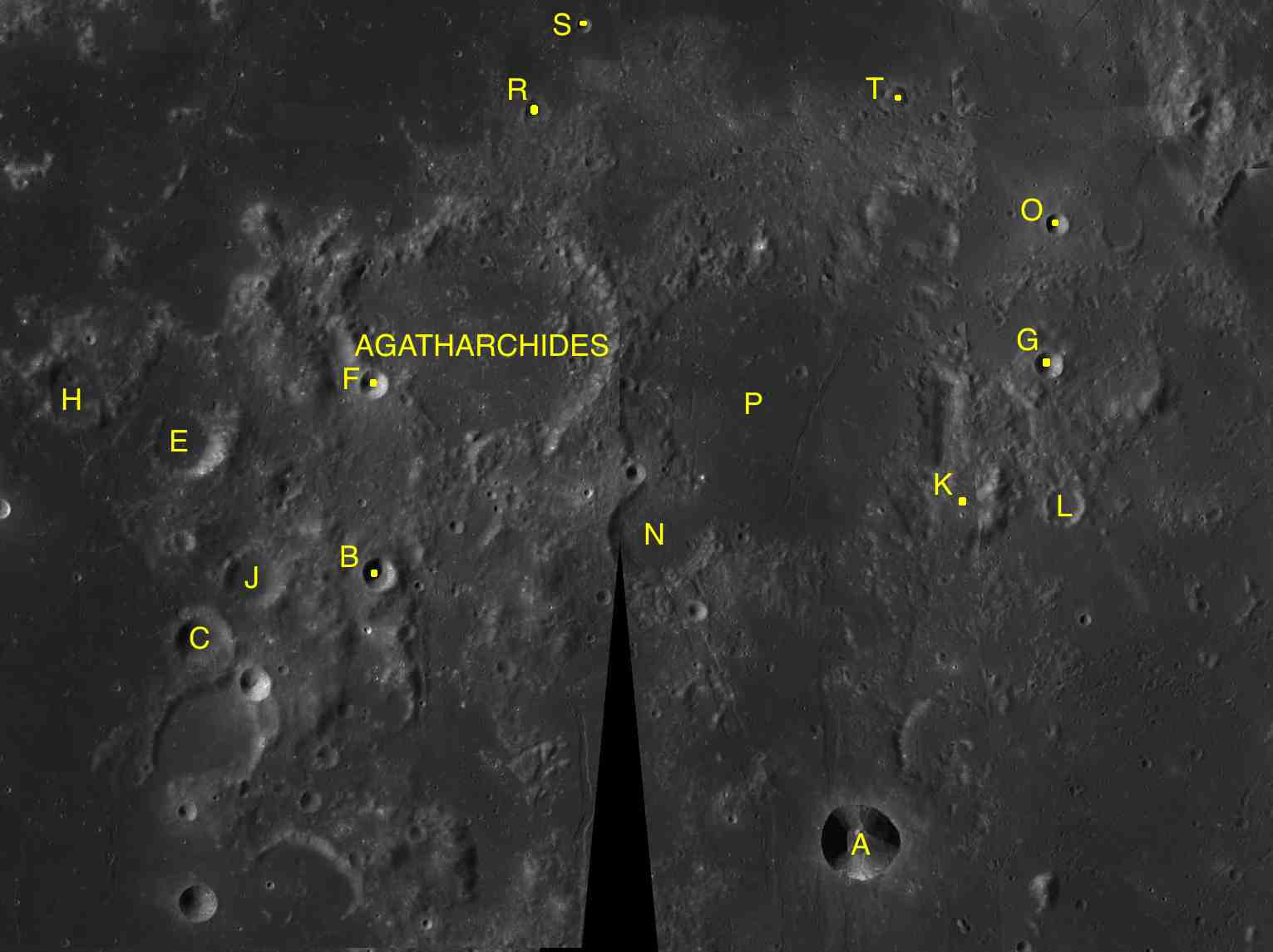
LAC-93与LAC-94拼接图.

- 卫星坑“阿伽撒尔基德斯 A”已被月球和行星观测协会（ALPO）列入《带有明亮射纹系统的撞击坑列表》[4]及《内侧壁坡带有深色辐射纹的撞击坑列表》[5]。
- 卫星坑“阿伽撒尔基德斯 P”约形成于酒海纪[3]，一道被称作“阿伽撒尔基德斯月溪”的裂隙从该陨坑中纵贯而过。

## 延伸阅读
- Andersson, L. E.; Whitaker, E. A. . NASA RP-1097. 1982.
- Blue, Jennifer. . USGS. July 25, 2007  [2007-08-05].
- Bussey, B.; Spudis, P. . New York: Cambridge University Press. 2004. ISBN 0-521-81528-2.
- Cocks, Elijah E.; Cocks, Josiah C. . Tudor Publishers. 1995. ISBN 0-936389-27-3.
- McDowell, Jonathan. . Jonathan's Space Report. July 15, 2007  [2007-10-24].
- Menzel, D. H.; Minnaert, M.; Levin, B.; Dollfus, A.; Bell, B. . Space Science Reviews. 1971-06, 12 (2). Bibcode:1971SSRv...12..136M. ISSN 0038-6308. doi:10.1007/BF00171763 （英语）.
- Moore, Patrick. . Sterling Publishing Co. 2001. ISBN 0-304-35469-4.
- Price, Fred W. . Cambridge University Press. 1988. ISBN 0521335000.
- Rükl, Antonín. . Kalmbach Books. 1990. ISBN 0-913135-17-8.
- Webb, Rev. T. W.  6th revision. Dover. 1962. ISBN 0-486-20917-2.
- Whitaker, Ewen A. . Cambridge University Press. 1999. ISBN 0-521-62248-4.
- Wlasuk, Peter T. . Springer. 2000. ISBN 1852331933.